# Стойко Стойков
 Тази статия е за филолога.  За македониста вижте Стойко Стойков (македонист).  
Стойко Иванов Стойков (1912 – 1969) е български учен езиковед, българист , основоположник на българската диалектология. Професор в Софийския университет.

## Биография
Завършил славянска филология в Софийския университет „Св. Климент Охридски“ (1935), където слуша лекциите на Александър Теодоров-Балан и Любомир Милетич . Специализирал фонетика, диалектология и славянско езикознание в Прага (1937 – 1939). Доктор по философия на Карловия университет в Прага (1939). Работил в Института за български език при Българската академия на науките като асистент (1942), а по-късно като ръководител на Секцията по българска диалектология с лингвистичен атлас (1952 – 1969) и заместник-директор на Института (1958 – 1969) и в Софийския университет като асистент (1943), доцент (1947) и професор (1950 – 1969). Бил е декан на Филологическия факултет (1953 – 1954, 1962 – 1966) и заместник-ректор (1958 – 1960). Председател на Комисията по фонетика и фонология при Международния комитет на славистите Архив на оригинала от 2009-05-06 в Wayback Machine. (1968 – 1969) и секретар на Комитета (1959 – 1964).

## Научна дейност и приноси

### Диалектология
Научната дейност на Стойко Стойков е в областта на българската диалектология, фонетика и лексикология. Основополагащ и единствен е трудът му „Българска диалектология“ (1949, излязъл в подобрени и разширени издания през 1962 и 1968 г. и посмъртно 1993 и 2002). Ценен принос са монографиите му „Банатският говор“ (1967) и „Лексиката на банатския говор“ (1968) и съпоставителното изследване „Говорът на с. Твърдица (Сливенска околия в България) и на с. Твардица (Молдавска ССР)“ (на руски език, 1958). Интерес представя проучването му „Софийският ученически говор. Принос към българската социална диалектология“ (1946). Под ръководството на Стойков и с прякото му участие е съставен „Български диалектен атлас“ (в 4 т., 1964 – 1981).

### Фонетика
Най-важните му трудове в областта на българската фонетика са „Български книжовен изговор“ (1942) и „Увод в българската фонетика“ (1955, 3-то попр. изд. под загл. „Увод във фонетиката на българския език“, 1966).

### Лексикология
Стойков има принос и в развитието на българската лексикография и лексикология. Той е един от авторите на „Правописен и правоговорен наръчник“ (1945, 3-то прер. и доп. изд. под заглавие „Правописен речник на българския книжовен език“, 1954) и на „Български тълковен речник“ (1955, 4-то изд. 1994), един от редакторите на „Речник на съвременния български книжовен език“ (3 т., 1955 – 1959). Автор е и на публикации за творчеството на български възрожденски писатели и поети.

## Памет
На професор Стойко Стойков е наречена улица в квартал „Драгалевци“ в София (Карта).